# Caso Fritzl
El Caso Fritzl hace referencia a los crímenes perpetrados por el ingeniero austríaco Josef Fritzl (Amstetten, 9 de abril de 1935), de los que fue víctima su hija Elisabeth Fritzl (Amstetten, 6 de abril de 1966) y los siete hijos y nietos que tuvo con ella. Josef los mantuvo encerrados con candado en un sótano o zulo subterráneo durante casi 24 años (desde 1984 hasta 2008). Los delitos comenzaron con el abuso sexual de Elisabeth desde la edad de once años y continuaron a lo largo de todo el cautiverio en que la mantuvo. Durante el cautiverio dio a luz a siete hijos, dos de ellos gemelos, uno de los cuales murió poco después de nacer y fue incinerado por su propio progenitor.
Según informó la policía de Austria, Josef mantuvo aislada a su hija Elisabeth desde que tenía 18 años en un zulo subterráneo sin ventanas del edificio residencial de dos pisos donde él mismo vivía con su esposa Rosemarie (con quien también tuvo siete hijos), en Amstetten, localidad de Austria.

## Descubrimiento del caso

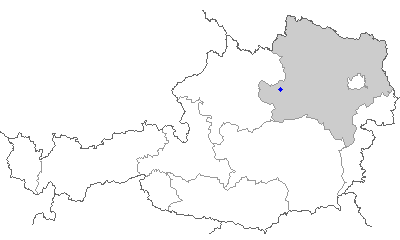
Ubicación de Amstetten en Baja Austria.

El caso se descubrió en el hospital de Amstetten, donde Josef llevó a su hija-nieta de 19 años Kerstin Fritzl, diciendo ser su abuelo. Los médicos del hospital se dieron cuenta de que no tenía ninguna documentación oficial en ningún registro civil austriaco. Debido a esto, los trabajadores del hospital le dijeron a Fritzl que necesitaría que la madre de esta niña viniera al hospital para darle más información sobre Kerstin. Varios días después, Elisabeth Fritzl, la madre de Kerstin, quien había supuestamente desaparecido para juntarse a un culto religioso, tras hablar con los doctores a solas, les informó de lo que le había ocurrido durante los últimos 24 años.

## Antecedentes
Josef Fritzl (Amstetten, Austria; 9 de abril de 1935), exingeniero austriaco, fue un alcohólico negligente, que fue abandonado por su padre, en 1939. Su padre, tras luchar como soldado de la Wehrmacht durante la Segunda Guerra Mundial, murió en el campo de batalla en 1944. Su madre, Maria Fritzl (nacida Maria Nenning), lo crió sola, abusándolo física y verbalmente. Supuestamente, se aprovechó sexualmente de su propio hijo durante la guerra, pero el mismo Josef ha negado esto.
Tras graduarse con un título en ingeniería eléctrica, conoció a quien se convertiría en su esposa, Rosemarie, en 1956.
Josef empezó a abusar de su hija Elisabeth en 1977, encerrándola en un zulo dentro de la vivienda de la familia el 28 de agosto de 1984. En septiembre de 1984 apareció una carta manuscrita de Elisabeth, en la que explicaba a sus padres que dejaran de buscarla.
Entre 1988 y 1989 nació Kerstin en el zulo, su primera hija. Su segundo hijo, Stefan, nació un año después. En mayo de 1993, se encontró un niño recién nacido en el portal de la casa de la familia, junto a la que apareció una nota de Elisabeth en la que pedía que cuidaran de su hijo, y en diciembre de 1994 nació otro bebé, Monika. Los padres de Elisabeth se hicieron cargo de los niños. En mayo de 1996, Elisabeth dio a luz gemelos, uno de los cuales murió a los tres días de nacer. Josef Fritzl confesó haber incinerado el cuerpo en casa. El gemelo que sobrevivió, Alexander, pasó a vivir con la familia en 1997. Una nueva nota de Elisabeth en 2003 relataba que había dado a luz otro niño, Felix, un año antes quien, como sus hermanos Kerstin y Stefan, permaneció encerrado en el calabozo (el sótano de un edificio residencial de dos pisos, que Josef fue extendiendo con los años, instalando una puerta corrediza de hormigón reforzado, con un código secreto). Todos ellos vivían detrás de unos estantes, y algunas partes de las celdas no tenían más de 1,70 metros de altura.
El 19 de abril de 2008 Kerstin ingresó en el hospital debido a una enfermedad que amenazaba su vida. Se encontró una nota de su madre en un bolsillo de Kerstin en la que pedía auxilio, la policía se apresuró por encontrar a Elisabeth. Fue entonces cuando Josef Fritzl explicó que Elisabeth estaba con Stefan y Felix. El 26 de abril de 2008, Elisabeth y su padre aparecieron juntos en el hospital en el que Kerstin recibía tratamiento. Josef Fritzl fue arrestado al ser sospechoso de abuso sexual y secuestro. Al día siguiente, Elisabeth y sus hijos recibían asistencia sanitaria.
El 28 de abril Josef Fritzl confesó que encerró a su hija en un zulo sin ventanas durante 24 años y tuvo con ella siete hijos. Mantenía a su hija drogada y maniatada en casa. Según dijo la Policía, Fritzl, quien había asistido a cursos de formación profesional en la rama de electricidad (en alemán: Höhere Technische Lehranstalt) construyó una prisión a través de una pequeña puerta escondida que se accionaba mediante un código secreto que sólo él conocía. La esposa de Fritzl, Rosemarie, dijo no saber nada de dónde estaba Elisabeth. Creyó que su hija había desaparecido voluntariamente según las cartas manuscritas que se encontraron de ella.

## Repercusión mediática
La noticia tuvo un gran impacto mediático desde el primer momento, usando los medios de comunicación diversos sobrenombres para referirse a Josef Fritzl, siendo el más conocido el de «monstruo de Amstetten».
La cantautora noruega Marion Raven escribió una canción dedicada a Rosemarie Fritzl, simplemente titulada Rosemarie, (escrita en 2009 el productor Oliver Leiber), la cual sería incluida en el álbum cancelado Nevermore. También el cantautor chileno Fernando Milagros escribió una canción titulada «Elizabeth Fritzl» incluida en el álbum Por su atención gracias. El grupo alemán Rammstein también escribió una canción llamada «Wiener Blut» acerca de este caso, que fue incluida en el disco Liebe ist für alle da. La canción describe de manera extremadamente cruda la barbaridad que cometió Josef.
En 2015 se estrenó una película estadounidense-irlandesa basada en este caso, La habitación (llamada Room en inglés), dirigida por Lenny Abrahamson y escrita por Emma Donoghue sobre su novela homónima.
El grupo «PEM, P*ta España Musical» escribiría también la canción homónima Josef Fritzl, pista 8 del disco Holocausto Tántrico, al igual que la pista 15 del mismo disco En el zulo de los Fritzl. También se pueden encontrar referencias en otras canciones de sus discografías.
En el año 2024 en la plataforma Steam se publicó un videojuego llamado my eyes deceive que es una alusión a este mismo caso en los ojos de una niña. Como remarcable detalle que refuerza esta alusión, el zulo en el que habita la protagonista del juego es idéntico al de las imágenes reales del lugar.

## Tratamiento de los menores
Cinco hijos de Elizabeth fueron trasladados junto con su madre y su abuela Rosemarie a una clínica cercana a la localidad de Amstetten, mientras Kerstin, en coma inducido, permanecía en el hospital de la localidad, donde había sido ingresada tras un fallo multiorgánico y posterior estado de inconsciencia sufrido en el zulo.
Allí, un grupo de los mejores psicólogos austriacos trata de sacar adelante a cada uno de ellos. Algunos nunca habían visto la luz del día como Stephan o Felix. También se hizo lo posible por aislar de los medios de comunicación a los tres niños que vivían en la casa con su abuela.
La terapia consistió, entre otras cosas, en la elaboración de un mural en el que cada miembro de la familia plasmaba con sus manos una frase, en salidas nocturnas individuales a cenar, cursillos de natación o incluso, una de las niñas que llevaba una vida normal, Monika, fue enviada cuatro días a unos campamentos organizados por los bomberos.
Tras un gran sufrimiento, sobre todo de su hermano Stephan, Kerstin fue despertada a finales de mayo y el día ocho de junio se reunió con el resto de la familia. Ella tampoco conocía nada diferente del búnker hasta entonces. Se espera la rehabilitación tanto física (principalmente el mal funcionamiento de algunos órganos y del sistema inmunológico; también de las dentaduras), pero sobre todo mental, de las víctimas.

## El juicio
Fritzl había admitido el 16 de marzo de 2009, al abrirse el juicio, los cargos de incesto, violación y secuestro, pero había rechazado los de esclavitud y asesinato. El 18 de marzo, el acusado admitió todos los cargos en un sorprendente cambio de estrategia en el tercer día de juicio, realizado en el tribunal de Sankt Pölten, a 60 kilómetros al oeste de Viena. El 19 de marzo el jurado dio su veredicto: cadena perpetua e internamiento psiquiátrico para Josef Fritzl.
El 14 de noviembre de 2008, Josef Fritzl fue acusado de homicidio, esclavitud, violación, secuestro e incesto. En 2018, cambió su nombre legalmente a Josef Mayrhoff.